# برايدن إروين
برايدن إروين هو لاعب هوكي جليد كندي، ولد في 24 مارس 1987 في تورونتو في كندا.

## وصلات خارجية
- برايدن إروين على موقع دوري الهوكي الوطني (الإنجليزية)
- برايدن إروين على موقع EliteProspects.com (الإنجليزية)
- برايدن إروين على موقع HockeyDB.com (الإنجليزية)
- برايدن إروين على موقع Hockey-Reference.com (الإنجليزية)